# Gorajec (wzniesienie)
Gorajec – wzniesienie o wysokości 211,0 m n.p.m. lub 209,7 m n.p.m. na Pojezierzu Łagowskim, położone w woj. lubuskim, w powiecie sulęcińskim, w gminie Sulęcin, w północnej części Łagowsko-Sulęcińskiego Parku Krajobrazowego, w niedalekiej odległości na zachód od jeziora Buszenko, w stronę którego, opada bardzo stromymi zboczami. Na szczyt prowadzi czarny pieszy.
Teren Gorajca został objęty specjalnym obszarem ochrony siedlisk Buczyny Łagowsko-Sulęcińskie.
Ok. 2 km na południowy wschód od Gorajca znajduje się wzniesienie Bukowiec.
W 1950 roku wprowadzono urzędowo zarządzeniem nazwę Gorajec, zastępując poprzednią niemiecką nazwę Insel-Berg.